# Ratnagiri
Ratnagiri este un oraș în India.